# Camellia lutchuensis
Camellia lutchuensis là một loài thực vật có hoa trong họ Theaceae. Loài này được T.Itô mô tả khoa học đầu tiên năm 1899.

## Hình ảnh

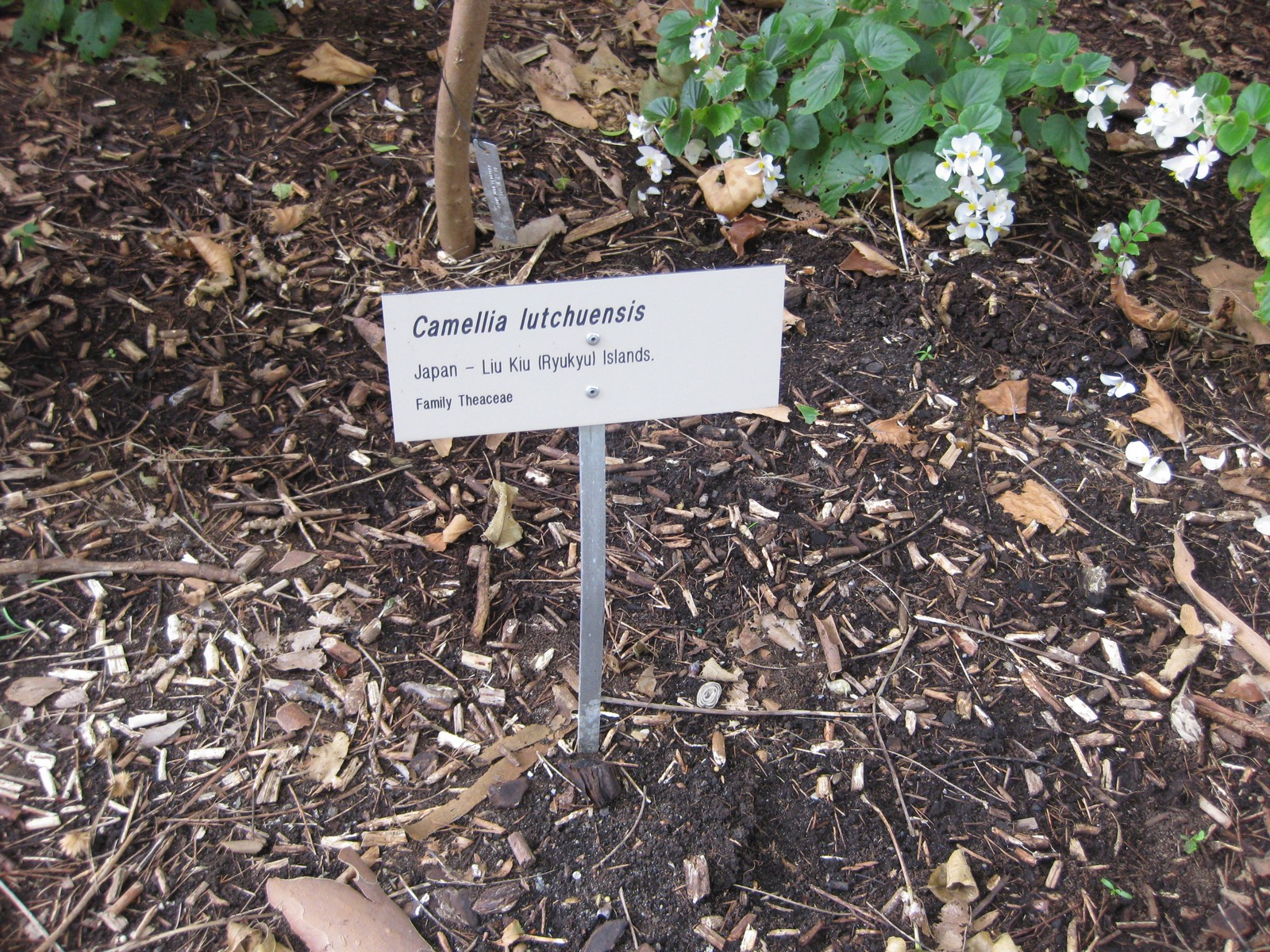
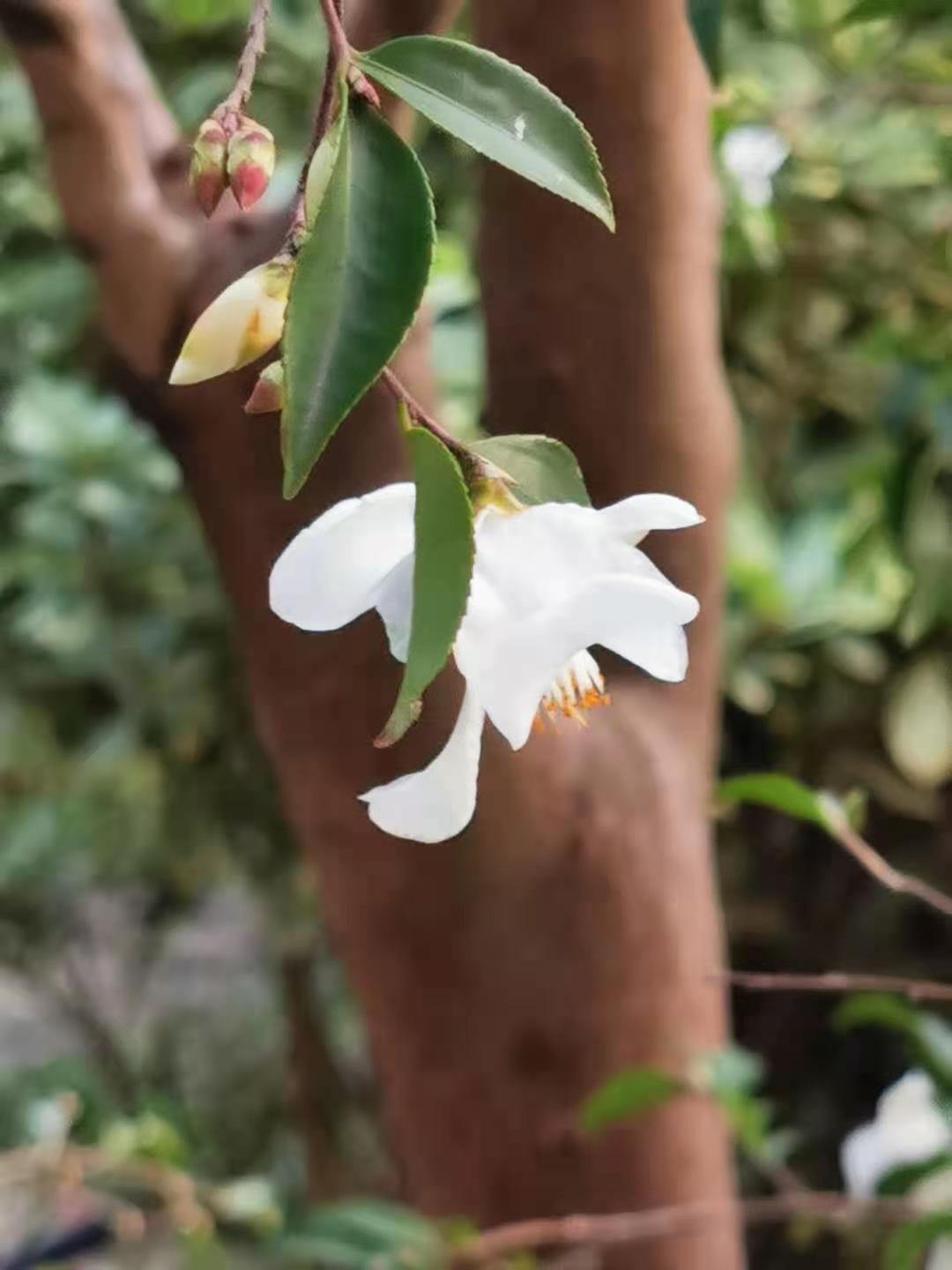
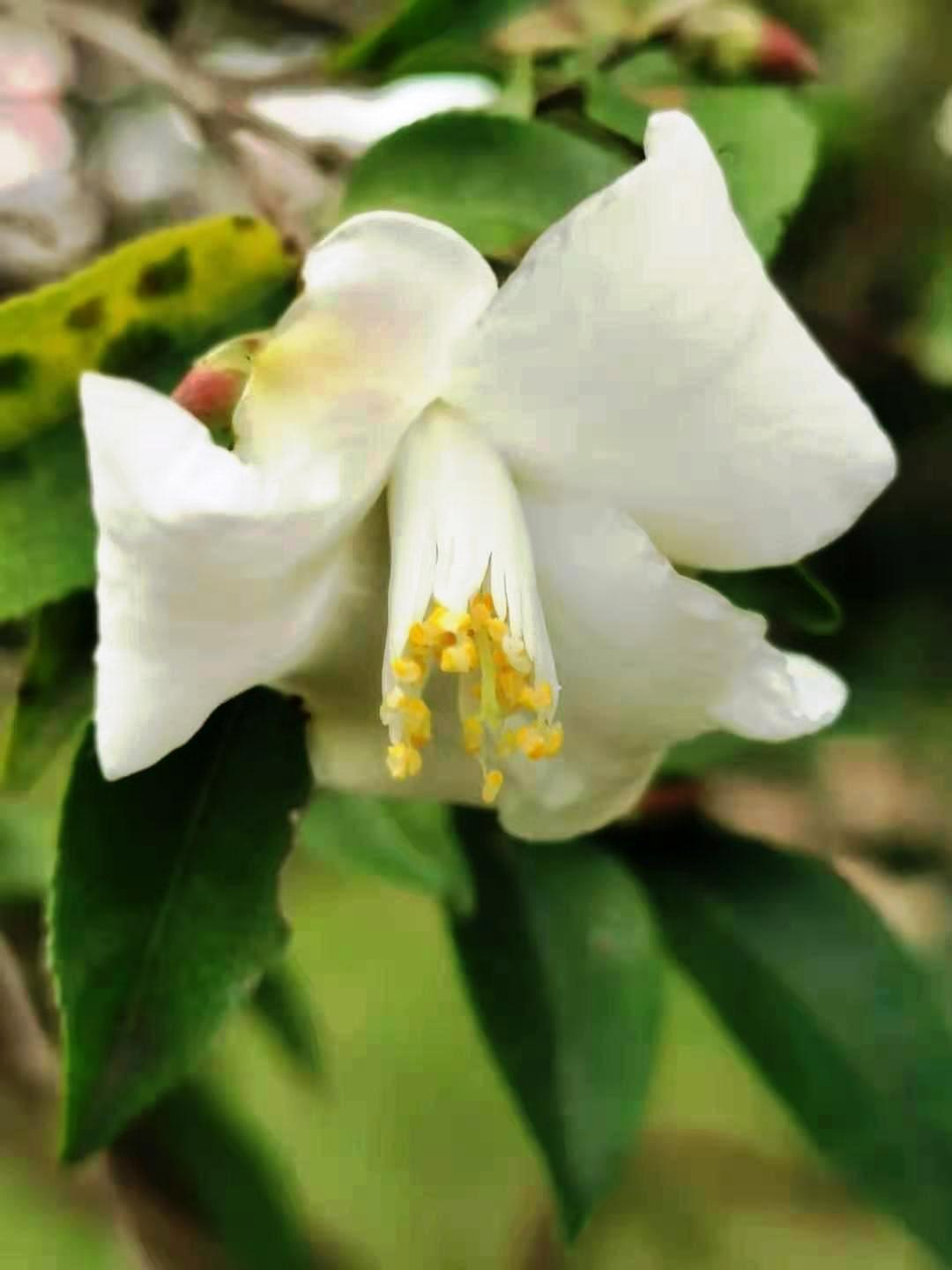
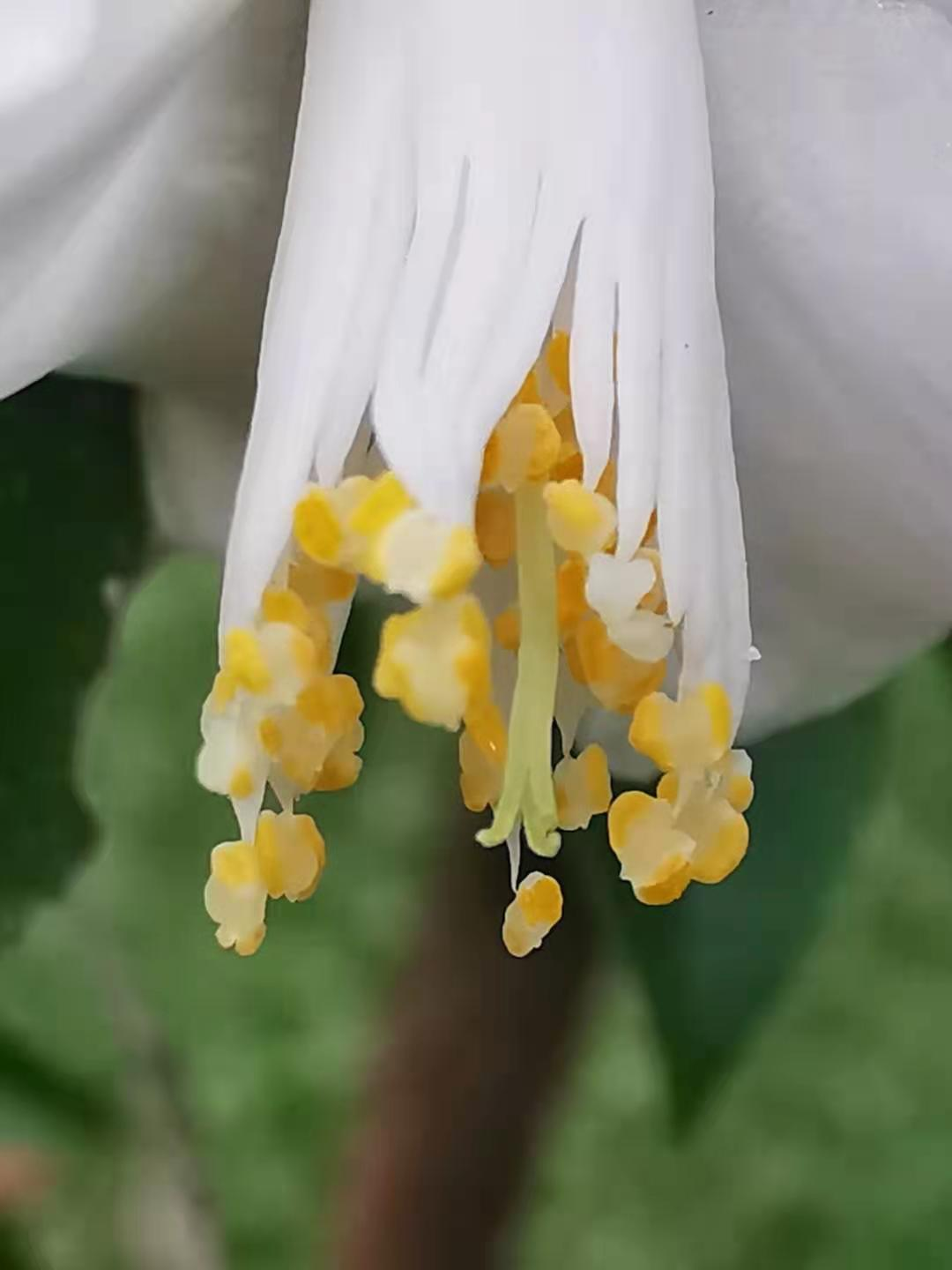